# IC 5105
IC 5105 је елиптична галаксија у сазвјежђу Микроскоп која се налази на листи објеката дубоког неба у Индекс каталогу.
Деклинација објекта је - 40° 32' 18" а ректасцензија 21h 24m 21,9s. Привидна величина (магнитуда) објекта IC 5105 износи 11,6 а фотографска магнитуда 12,6. IC 5105 је још познат и под ознакама ESO 342-39, MCG -7-44-1, PGC 66694.